# Psammodiini
Psammodiini (лат.) — триба пластинчатоусых жуков из подсемейства афодиин (Aphodiinae).

## Описание
Наружная сторона задних голеней без явственных поперечных килей, иногда с четырьмя-восемью зубчиками. Все спинные бороздки надкрылий достигают основания. Переднеспинка с поперечными бороздками или со срединной продольной бороздкой.

## Систематика
В составе трибы:
- Aphodopsammobius Endrödi, 1964
- Brindalus Landin, 1960
- Diastictus Mulsant, 1842
- Geopsammodius Gordon and Pittino, 1992
- Granulopsammodius Rakovic, 1981
- Leiopsammodius Rakovic, 1981
- Neopsammodius Rakovic, 1986
- Odontopsammodius Gordon and Pittino, 1992
- Parapsammodius Gordon and Pittino, 1992
- Phycocus Broun, 1883
- Pleurophorus Mulsant, 1842
- Psammodius Fallén, 1807
- Psammorpha Stebnicka, 1994
- Rhyssemus Stebnicka, 1994
- Tesarius Rakovic, 1981